# 포키즈 엔터테인먼트
포키즈 엔터테인먼트(영어: 4Kids Entertainment, Inc.)는 미국의 면허 전문기업이었다. 1992년부터 2012년까지 자회사 포키즈 프로덕션스를 통해 일본 애니메이션을 수입해 영어 더빙판을 미국하는 사업으로 유명했다.
최초로 더빙한 애니메이션은 신디케이션을 통해 미국에서 방영된 《포켓몬스터》의 첫 여덟 시즌이었다. 그 외 《유희왕》, 《소닉 X》, 《꼬마마법사 레미》, 《원피스》, 《별의 커비》 같은 거대자본 프랜차이즈들 다수에 관여했다. 직접 운영한 프로그램 시간대는 The CW 산하의 "툰자이"와 폭스 방송 산하의 "포키즈 TV" 두 종이 있었으며 모두 어린이 대상 프로그램이었다.
포키즈 TV는 2008년, 툰자이는 2012년 종영하면서 더빙 면허산업을 중지했다. 2011년 4월 6일, 《유희왕》 프랜차이즈와 관계된 소송 직후 미국파산법 제11장에 의거해 파산신청했다. 2012년 12월 13일에 파산신청을 취소했다고 발표했으나 2016 9월 21일에 다시 제11장 파산을 신청했으며 일 년 후 공식적으로 폐쇄됐다.